# Ingmar Persson (kemist)
Ingmar Persson, född 1953, är en svensk kemist. Han är sedan 1989 professor i oorganisk och fysikalisk kemi vid Sveriges lantbruksuniversitet.
Persson disputerade 1980 vid Lunds universitet.